# Zeißholz

Luftbildpanorama

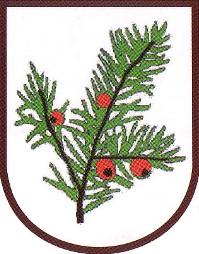
Ehemaliges Gemeindewappen von Zeißholz

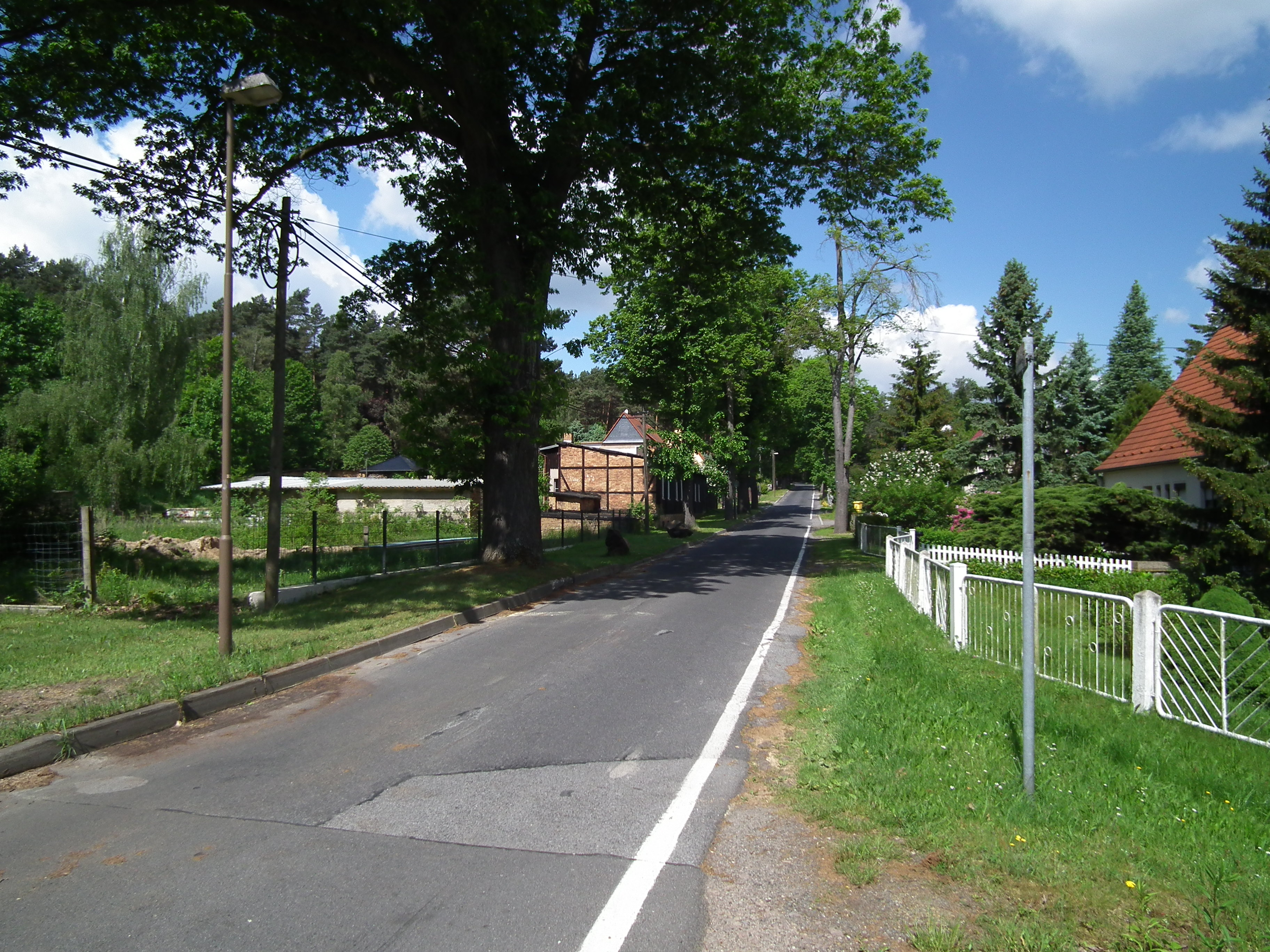
Zeißholz

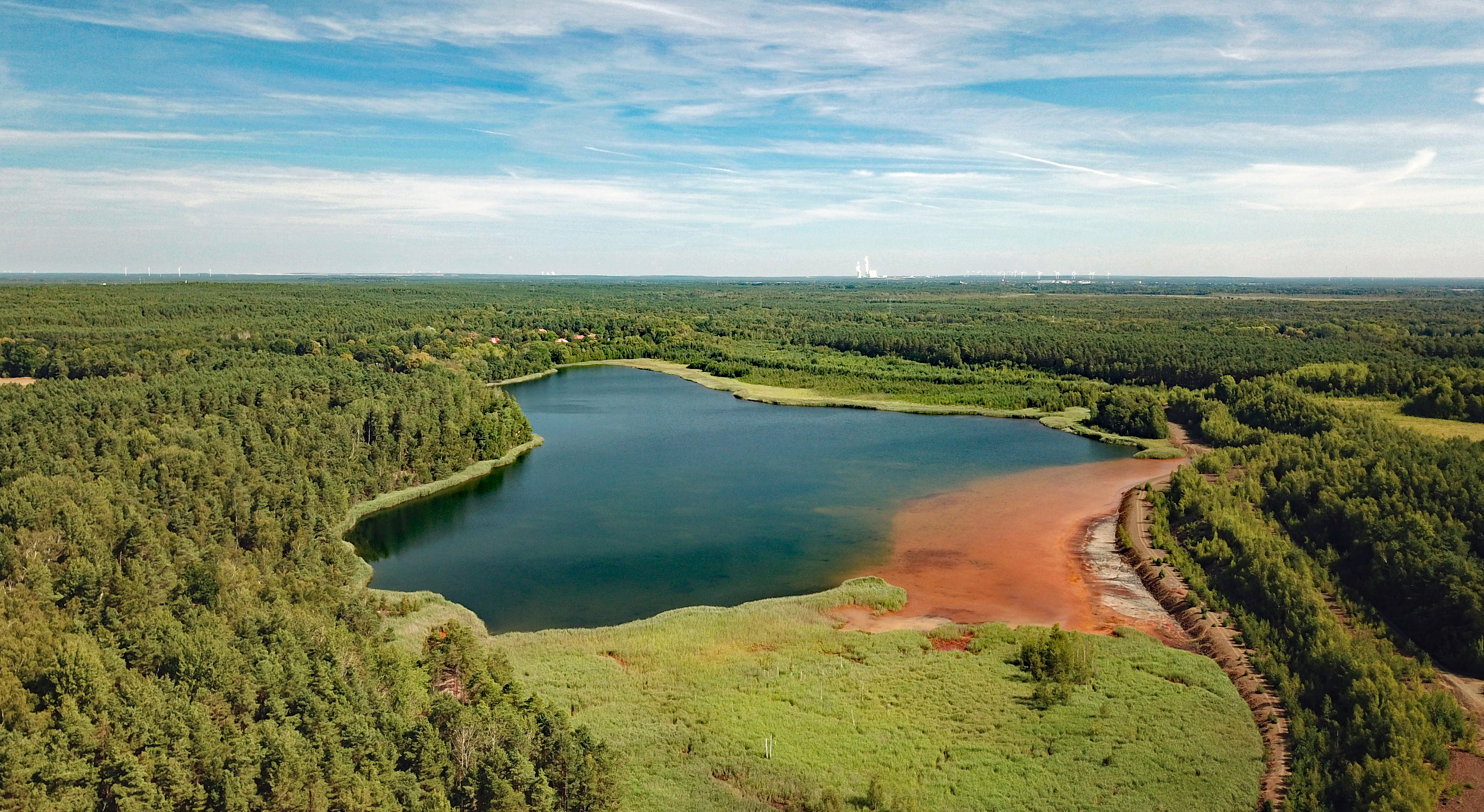
Ehemalige Grube Clara III südlich von Zeißholz

Zeißholz (sorbisch Ćisowⓘ) ist seit 1994 ein Ortsteil von Bernsdorf im sächsischen Landkreis Bautzen, ungefähr acht Kilometer südwestlich von Hoyerswerda. Seit 2005 besitzt der Ortsteil den Status einer Ortschaft.
Zeißholz wird in Saxonia, Siedlung, Dorf und Kolonie unterteilt. Ende des Jahres 2007 lebten hier 215 Einwohner.

## Geographie
Zeißholz liegt südlich der Bundesstraße 97 (Abschnitt Hoyerswerda–Bernsdorf) inmitten einer kiefernreichen Heidelandschaft, etwa fünf Kilometer östlich von Bernsdorf. Nördlich des Dorfes entspringt der Vincenzgraben.
Direkt südlich der Ortslage befindet sich der Restsee der Grube Clara III.

## Geschichte
Zeißholz wurde erstmals 1401 schriftlich erwähnt. Sorbische Kleinbauern gründeten damals das Dorf Ćisow. Das Wappen von Zeißholz zeigt einen Eibenzweig und ćis – sorbisch für „Eibe“ – war wohl namensgebend dafür. Den Ort gab es vermutlich schon im 11. Jahrhundert als sorbisches Grenzdorf.
Zeißholz gehörte spätestens seit der Mitte des 16. Jahrhunderts zur Standesherrschaft Hoyerswerda und war zu dieser Zeit bereits nach Oßling eingepfarrt. Durch den Prager Frieden kam die Standesherrschaft 1635 mit der gesamten Lausitz unter sächsische Herrschaft.
Nachdem Sachsen in den Befreiungskriegen an französischer Seite kämpfte, musste es 1815 im Zuge des Wiener Kongresses auf Drängen Preußens seine Landesteilung hinnehmen und unter anderem den nordöstlichen Teil der Oberlausitz an Preußen abtreten. Nach einer Verwaltungsreform wurde die Landgemeinde Zeißholz 1825 in den Landkreis Hoyerswerda eingegliedert.
Haupterwerbszweige waren jahrhundertelang die Landwirtschaft und die Nutzung des Holzreichtums der Umgebung. Im 19. Jahrhundert setzte die Braunkohleförderung ein.
Um 1840 wurde in Zeißholz Braunkohle entdeckt, die dicht unter der Erde lag. Die sorbischen Bauern nutzten die Kohle selbst als Brennmaterial oder verkauften sie an die umliegenden Glasfabriken. Ab 1850 sprach man vom „Bauernbergbau“. Im Jahr 1860 wurde dann die erste größere Grube erschlossen.
Später entwickelte sich ein Industriezweig mit den Brikettfabriken Saxonia (1887 bis 1911) und Zeißholz (1911 bis 1992). Nach zwei Explosionen in der Brikettfabrik Saxonia 1903 und 1907 wurden im Mai 1912 die Schornsteine und die Fabrik gesprengt.
1909 eröffnete die Braunkohlegesellschaft „Eintracht“ südlich des Dorfes die Grube Clara III. Mit ihr entstand die Kolonie Zeißholz mit den für die damalige Zeit typischen Arbeiterwohnungen. 1928 wurde in dieser Grube eine Kanne gotischer Herkunft, gefüllt mit Gold- und Silbermünzen, gefunden. Man fand heraus, dass die Kanne im 4. Jahrhundert im ostgermanischen Raum um Kiew hergestellt wurde und auf dem Handelsweg zu den Burgunden nach Zeißholz gelangt ist. Heute steht die Kanne im Kulturhistorischen Museum Görlitz.
Insgesamt gab es acht Kohlegruben im Raum Zeißholz.
Nach dem Zweiten Weltkrieg konnte die Brikettproduktion relativ schnell fortgesetzt werden. Der Betriebsleiter, Urban Merten, hatte die Produktionseinrichtungen vor dem Abbau und Abtransport durch die Sowjets retten können.
Noch kurz vor der Wende pressten in der Brikettfabrik Zeißholz 340 Leute tausende Tonnen Kohle. Wenig später ging der Industriestandort verloren und mit ihm die Arbeitsplätze eines ganzen Dorfes. Am 18. Dezember 1992 wurde die Brikettfabrik stillgelegt und kurz danach abgerissen. Die Folge war ein extremer Einwohnerschwund – lebten vor der Stilllegung der Fabrik noch über 700 Menschen in Zeißholz, sind es heute keine 250 mehr.
1994 wurde der Ort nach Bernsdorf eingemeindet.

### Bevölkerungsentwicklung
| Jahr | Einwohner |
| ---- | --------- |
| 1825 | 136       |
| 1871 | 208       |
| 1885 | 249       |
| 1905 | 473       |
| 1925 | 854       |
| 1939 | 648       |
| 1946 | 787       |
| 1950 | 768       |
| 1964 | 697       |
| 1990 | 415       |
| 1993 | 411       |
| 2007 | 215       |
| 2011 | 199       |

In einem Urbarium der Standesherrschaft Hoyerswerda aus dem Jahr 1568 werden 22 besessene Mann und 9 Gärtner und Häusler genannt. Bis 1777 reduzierte sich die Bevölkerungszahl auf 11 besessene Mann, 7 Gärtner und 9 Häusler.
Als Arnošt Muka in der ersten Hälfte der 1880er Jahre eine Statistik der sorbischen Bevölkerung in der Lausitz aufstellte, notierte er für Zeißholz 200 Sorben und 44 Deutsche. Dies entspricht einem sorbischen Bevölkerungsanteil von 82 %.
Im Jahr 1925 waren 704 der 854 Einwohner evangelischen Glaubens, 125 waren Katholiken und 25 gehörten einer anderen oder gar keiner Konfession an.

### Ortsnamen
- 1401 Czissaw,
- 1455 Czisolt,
- 1500 von der Czeysse,
- 1558 Zeissholtz,
- 1568 Zeise,
- 1574 Zeißholz,
- 1658 Zeyß-, Zeißholtz,
- 1732 Zeisholtz,
- 1791 Wendisch Zeißholz

## Bergbaufolgelandschaft Zeißholz
Die Bergbaufolgelandschaft Zeißholz liegt eingebettet in einem Netz von Schutzgebieten verschiedener Landschaftsausstattungen. Schwerpunkte sind überwiegend Feuchtwiesen, Moore, Gewässer und Bruchwälder. Im näheren Umfeld des ehemaligen Tagebaus liegen viele ehemalige Rohstoffabbauflächen in naturschutzgerechter Bewirtschaftung.
Um das Jahr 2000 übernahm die Lausitzer und Mitteldeutsche Bergbau-Verwaltungsgesellschaft die Aufgaben der Sanierung und Wiedernutzbarmachung der ehemaligen Tagebaue in Zeißholz. Gebäude und technische Anlagen wurden zurückgebaut, die angegliederte Mülldeponie sowie die Grube Amalia rekultiviert. Auch im Bereich der Grube Clara III fanden umfassende Sanierungsarbeiten statt, diese zielten durch die Sanierung von Altlasten, den Bau eines Dammes und die Wiederherstellung der Standsicherheit der Böschungen darauf ab, die geotechnische und öffentliche Sicherheit wiederherzustellen.
Das Projekt „Nach dem Bagger – Natur 2.0“ des Naturschutzfonds der  Sächsischen Landesstiftung Natur und Umwelt (LaNU) zeigt, dass irreversible Eingriffe des Bergbaus nicht nur Zerstörung der Natur bedeuten müssen. Vielmehr bieten Bergbaufolgelandschaften aufgrund ihrer Entstehungsgeschichte ganz besondere Entwicklungschancen für den Naturschutz. Neben einem Rad- und Rundwegesystem werden Flächen außerhalb des Kerngebietes der natürlichen Sukzession überlassen.

## Sehenswürdigkeiten
In der Umgebung ist Zeißholz für sein Dorfmuseum bekannt. Es befindet sich in einem der ältesten erhaltenen sorbischen Dreiseithöfe der Oberlausitz. Bereits im Jahr 1401 war diese Hofstelle belegt. Im Kern ist heute noch der ursprüngliche Blockbau erkennbar. Im Jahr 1974 wurde der Dreiseithof unter Denkmalschutz gestellt. Am 27. November 1975 wurde das Dorfmuseum Zeißholz eröffnet. Man kann hier die 150 Jahre Bauern-Bergbau-Geschichte von Zeißholz besichtigen. Auch Maschinenteile von der Brikettfabrik wurden gesichert und im Museum ausgestellt.

## Ortschaftsrat
Bei der ersten Ortschaftsratswahl am 18. September 2005 kandidierte lediglich der Wahlvorschlag der Wählervereinigung, die alle fünf Mandate im Ortschaftsrat erringen konnte.

## Persönlichkeiten
Der Ingenieur und Hochschullehrer Reinhold Krampitz (1932–2017) wurde in Zeißholz geboren.